# Profinet
PROFINET est un standard de communication ouvert pour l'automatisation industrielle. Il a été créé par PI (PROFIBUS & PROFINET International) - l'organisation des utilisateurs PROFIBUS qui compte plus de 1200 membres - et développé par Siemens, Phoenix Contact, Molex et d'autres constructeurs. De par son ouverture et l'utilisation d'un média de communication standard (Ethernet), PROFINET permet l’utilisation de toutes marques de matériel. La première version de ce standard a été publiée en août 2001. La version courante est la version V2.2. PROFINET est normalisé CEI 61158 et CEI 61784.

## PROFINET et lemodèle OSI
PROFINET est basé sur Ethernet et mise systématiquement sur l'IEEE 802.3u : Fast Ethernet 100Mbit/s. PROFINET utilise TCP/IP ainsi que les standards de technologie de l'information (serveur Web : HTTP, protocole de communication : SMTP, transfert de fichiers : FTP). PROFINET permet l’utilisation de la technologie XML. PROFINET supporte le protocole SNMP, très utile pour la maintenance à distance et le diagnostic réseau.
| Modèle OSI             | Modèle TCP/IP       | Protocoles                       |
| ---------------------- | ------------------- | -------------------------------- |
| 7 - APPLICATION        | APPLICATION         | HTTP, SMTP, SNMP, FTP, (XML)     |
| 6 - PRESENTATION       | APPLICATION         | HTTP, SMTP, SNMP, FTP, (XML)     |
| 5 - SESSION            | APPLICATION         | HTTP, SMTP, SNMP, FTP, (XML)     |
| 4 - TRANSPORT          | TRANSPORT (TCP/UDP) | TCP                              |
| 3 - RESEAU             | INTERNET (IP)       | IP                               |
| 2 - LIAISON DE DONNEES | ACCES RESEAU        | Ethernet (802.3U: Fast Ethernet) |
| 1 - PHYSIQUE           | ACCES RESEAU        | codage dépendant du médium       |

## PROFINET et la pyramideCIM
PROFINET permet une intégration facile de tout bus de terrain (pas seulement PROFIBUS), grâce aux passerelles spécialement conçues à cet effet. PROFINET est un standard complet, qui répond à toutes les exigences relatives à la mise en œuvre d'Ethernet dans l'automatisation. PROFINET couvre des besoins qui vont du niveau terrain au niveau conduite.